# Унерский сельсовет
Унерский сельсовет — сельское поселение в Саянском районе Красноярского края.
Административный центр — село Унер.

## История
Статус и границы сельского поселения установлены Законом Красноярского края от 18 февраля 2005 года № 13-3007 «Об установлении границ и наделении соответствующим статусом муниципального образования Саянский район и находящихся в его границах иных муниципальных образований»

## Население
| 2010 | 2012  | 2013  | 2014  | 2015  | 2016  | 2017  |
| ---- | ----- | ----- | ----- | ----- | ----- | ----- |
| 1344 | ↘1314 | ↘1290 | ↘1263 | ↘1261 | ↘1257 | ↗1266 |

## Состав сельского поселения
В состав сельского поселения входят 4 населённых пункта:
| № | Населённый пункт | Тип населённого пункта       | Население |
| - | ---------------- | ---------------------------- | --------- |
| 1 | Благодатка       | деревня                      | ↘162      |
| 2 | Папиково         | деревня                      | ↘121      |
| 3 | Совхозный        | посёлок                      | 123       |
| 4 | Унер             | село, административный центр | ↘938      |

В 2021 году была упразднена деревня Верхний Агашул.

## Местное самоуправление
Унерский сельский Совет депутатов
Дата избрания: 14.03.2010. Срок полномочий: 5 лет. Количество депутатов:  10
Глава муниципального образования
- Гаммершмидт Михаил Адольфович. Дата избрания: 14.03.2010. Срок полномочий: 5 лет